# Maiori
Maiori község (comune) Olaszország Campania régiójában, Salerno megyében. Az Amalfi-part többi településével együtt 1997 óta része az UNESCO világörökségének. Már a rómaiak idejében közkedvelt üdülőhely, amit az itt talált régészeti leletek támasztanak alá. 

## Fekvése
Amalfitól keletre 5 km-re fekszik. Határai: Cava de’ Tirreni, Cetara, Minori, Ravello, Tramonti és Vietri sul Mare.

## Története
Mai napig nem lehet tudni, hogy kik valójában Maiori alapítói. E kérdés kapcsán különböző nézetek hangzanak el. Az elméletek listája hosszas: a görögöktől az etruszkokig, a rómaiaktól a longobárdi hercegig, Sicardusig. Eredeti neve Reghinna Maior. A középkorban az Amalfi Köztársasághoz tartozott.

## Népessége
A népesség számának alakulása:

## Főbb látnivalói
- Castello di S.Nicola de Thoro-Plano
- Santissima Rosario-templom
- Santa Maria a Mare-templom
- Santa Maria Olearia-apátság' – 973-ban bencés szerzetesek alapították, akik ezen a helyen egy olajprést üzemeltettek. Innen származik a Maria Olearia (olearia = olaj, olajas). Első ránézésre az apátság nem tűnik fel, hiszen különösen harmonikusan beépül a tájba.
- Palazzo Mezzacapo – ma a községi irodáknak ad helyet. A Reginna korzó közepén, Maiori központi utcáját szegélyezi. Az épület Maiori virágzó múltját bizonyítja, hiszen valamikor a Mezzacapo márki székhelye volt. A palazzóba egy masszív faragott faajtó vezet. A belső udvarba belépvén, a látogató elé márványlépcsők látványa terül, amelyek bal- és jobboldalt vezetnek a palota magas lépcsőházaiba, mely számos szobából áll. A palazzóban a legfontosabb a  bolthajtásos mennyezetű képviselő szalon. A palota mellett a Mezzacapo-kert látható, mely máltai kereszt formában van létesítve.